# Gonethina grenadensis
Gonethina grenadensis är en mångfotingart som beskrevs av Chamberlin 1918. Gonethina grenadensis ingår i släktet Gonethina och familjen Pselliodidae.
Artens utbredningsområde är Grenada. Inga underarter finns listade i Catalogue of Life.